# Антоновичи (дворянский род)
Антоно́вичи (бел. Антановічы, пол. Antonowiczowie) — белорусский шляхетский и дворянский род герба «Хелм». Род включён в «Гербовник Витебского дворянства».

## История рода
Дворяне Антоновичи герба «Хелм» («Шлем»), издавна проживали в Витебском воеводстве и владели землями и поместьями.
Предок этого рода Матвей Войсим Антонович владел родовым имением Жилины в Трокском воеводстве, что подтверждается его духовною 1612 года и другими документами. Один из потомков Матвея — Марциан, продав имение Жилины своим родственникам, переселился в Витебское воеводство. Брат его, Самуил Антонович, подписывал «Pacta conventa» польского короля Августа II.